# Инфекционный тендовагинит
Инфекционный тендовагинит — бактериальная инфекция сухожильного влагалища. Стандартная симптоматика при поражении сухожилия сгибателя пальца проявляется следующим образом: болезненность поражённого сухожилия, невозможность до конца разогнуть палец, боль при выпрямлении и отёк всего пальца. Повышенная температура тела наблюдается примерно в 20 % случаев. Другие относительно часто поражаемые инфекцией области включают запястье и стопу.
Инфекция может возникнуть в результате травмы, например, пореза или укуса, или распространиться из других частей тела. Риски включают наличие диабета и внутривенное употребление наркотиков. Чаще всего возбудителем заболевания является бактерия Staphylococcus aureus, а также другие бактерии, включая Pseudomonas aeruginosa, Pasteurella multocida и гонококки. Диагноз обычно ставится на основании осмотра. Медицинская визуализация может подтвердить диагноз и исключить другие осложнения.
Инфекция сухожилий сгибателей кисти требует быстрого лечения. В лёгких случаях можно обойтись внутривенным введением антибиотиков и наложением шины; в то время как более тяжелые случаи требуют хирургического вмешательства. В некоторых случаях требуется ампутация. Примерно у 10 %-25 % людей наблюдается постоянная потеря подвижности. Другие осложнения могут включать разрыв сухожилия и «щёлкающий палец».
Инфекционный тендовагинит встречается редко, примерно в 2,5 % — 9,5 % случаев инфекций кисти. Классическое проявление этого состояния было впервые описано в 1912 году Алленом Канавелом. Он также выдвинул на первый план важность хирургического дренажа как ключевой части лечения.